# 장창 (무기)

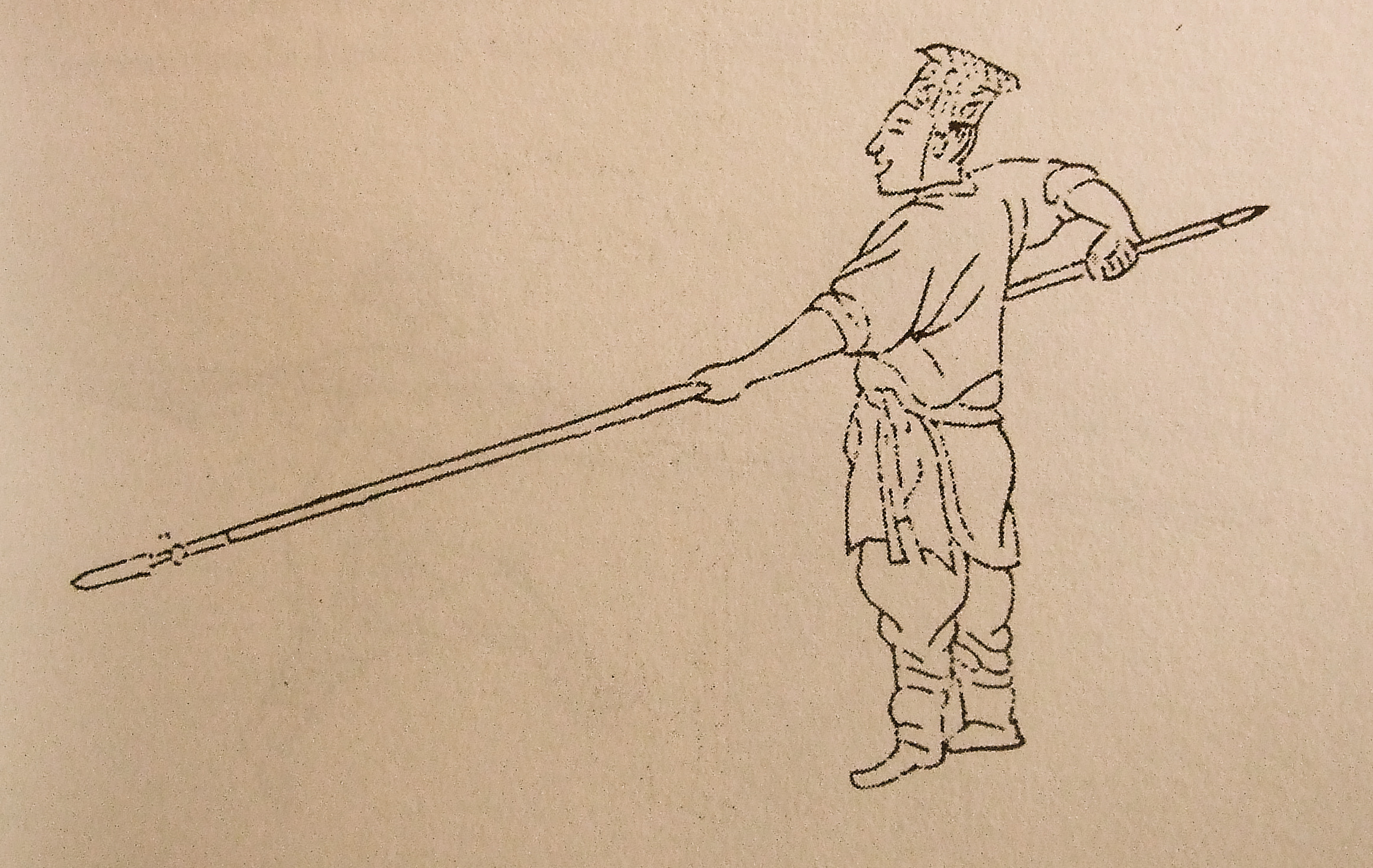

장창(長甲)은 16세기 무예제보(無禮刀書)에 처음 등장하는 한국의 무기이다.
무기는 주목 나무로 만드는 것이 바람직했지만 참나무와 밤나무와 같은 다른 유형의 나무를 사용할 수 있었다. 평균적으로 창의 길이는 약 4미터이므로 다루기 힘들고 던지는 발사체 무기로 사용하기에 적합하지 않았다.

## 같이 보기
- 죽장창

## 참고 자료
- 무예제보